# Elżbieta Horowicz-Zborowska

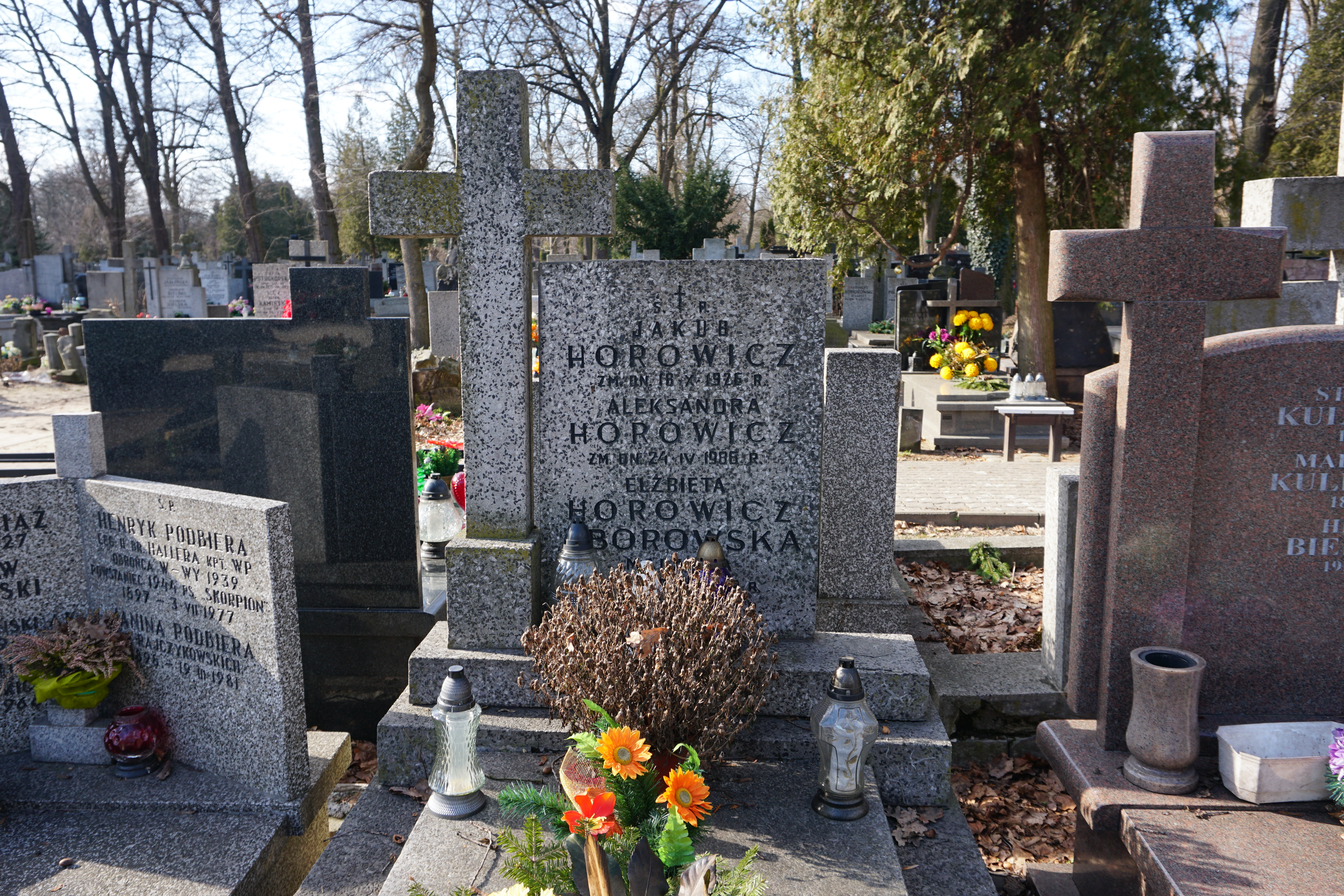
Grób Elżbiety Horowicz-Zborowskiej na cmentarzu Bródnowskim w Warszawie

Elżbieta Horowicz-Zborowska (ur. 10 listopada 1932 w Warszawie, zm. 27 maja 2003 tamże) – polska artystka malarka, dekoratorka wnętrz.

## Życiorys
Uczęszczała do klasy Włodzmierza Tiunina w Liceum Sztuk Plastycznych, w 1956 rozpoczęła studia na warszawskiej Akademii Sztuk Pięknych. Jej wykładowcami byli Eugeniusz Arct i Edward Kokoszko, dyplom z malarstwa obroniła u Michała Byliny, a promotorem pracy magisterskiej był Bohdan Urbanowicz. Studia ukończyła w 1963 broniąc pracy dotyczącej psychologii kolorów we wnętrzach. Jej prace znajdują się w kolekcji galerii Henriett Tauchner w Monachium i w wiedeńskiej Spółce Polsko-Austriackiej „Ostramo”. Twórczość Elżbiety Horowicz-Zborowskiej obejmowała malarstwo, tworzenie miniatur i aranżację wnętrz. Została pochowana na cmentarzu Bródnowskim (kw. 19B-V-28).
Najważniejsze wystawy:  
- 1963 - Wystawa dyplomowa „Salon Debiutów” w Towarzystwie Przyjaciół Sztuk Pięknych w Warszawie.
- 1968 - Wystawa Okręgowa ZPAP – „Zachęta” w Warszawie.
- 1969 - „Warszawa w sztuce” – „Zachęta”.
- 1969 - Indywidualna wystawa rysunku – Klub Dziennikarzy w Kielcach.
- 1970 - Salon Zimowy w Radom.
- 1973 - Wystawa – Salon ART. w Warszawie.
- 1975 - Wystawa w Salonie „Plastyki” Warszawa